# Parque nacional Dovrefjell-Sunndalsfjella

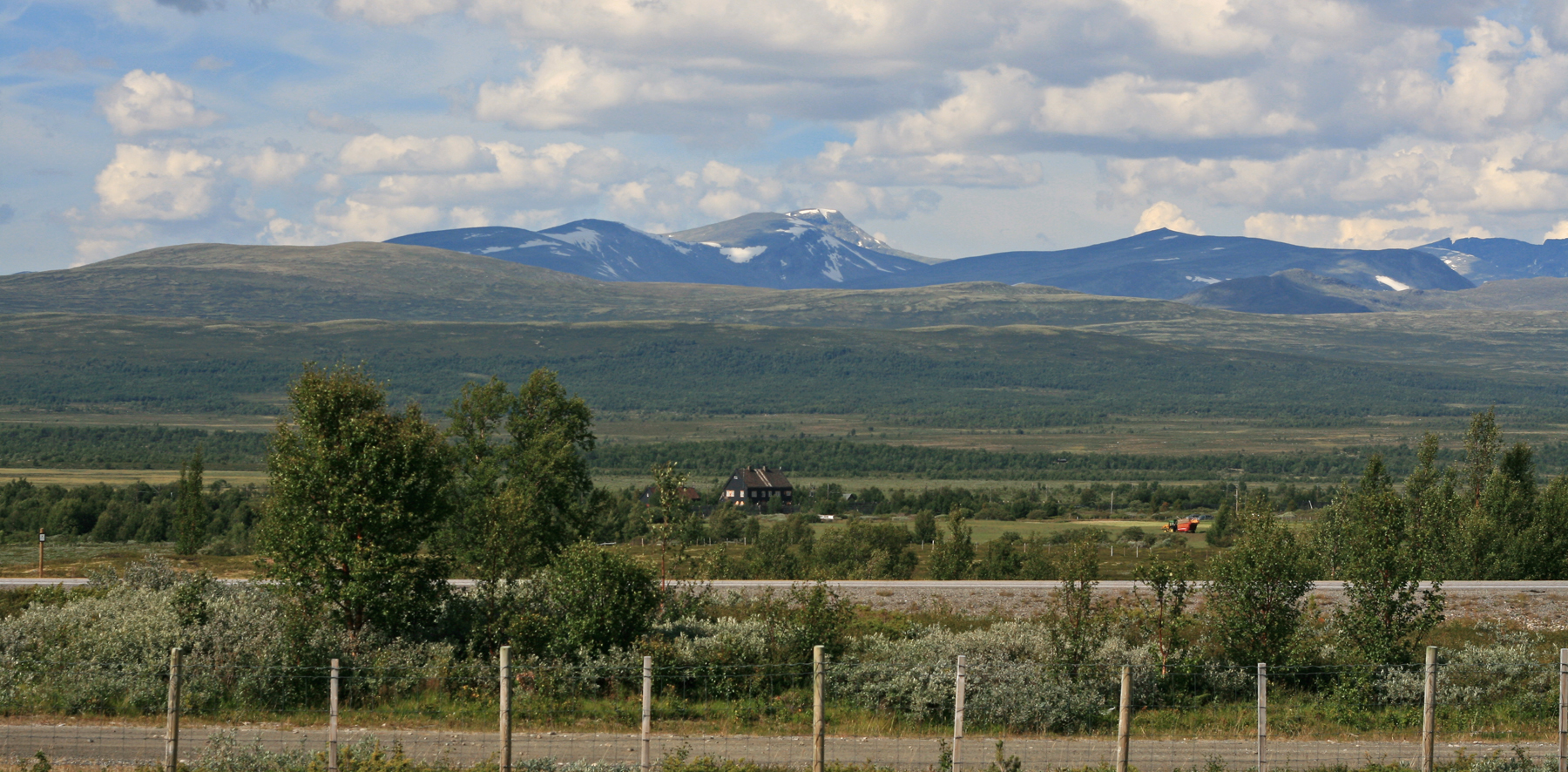
Meseta de Dovrefjell, Noruega, con Snøhetta al fondo

El parque nacional Dovrefjell-Sunndalsfjella es un parque nacional de Noruega, fundado en 2003 para reemplazar y ampliar el anterior parque Dovrefjell, fundado originalmente en 1974. Tiene una superficie de 1693 km² del condado de Innlandet e incluye amplias zonas de la cordillera de Dovrefjell, parte de los Alpes escandinavos.

## Véase también

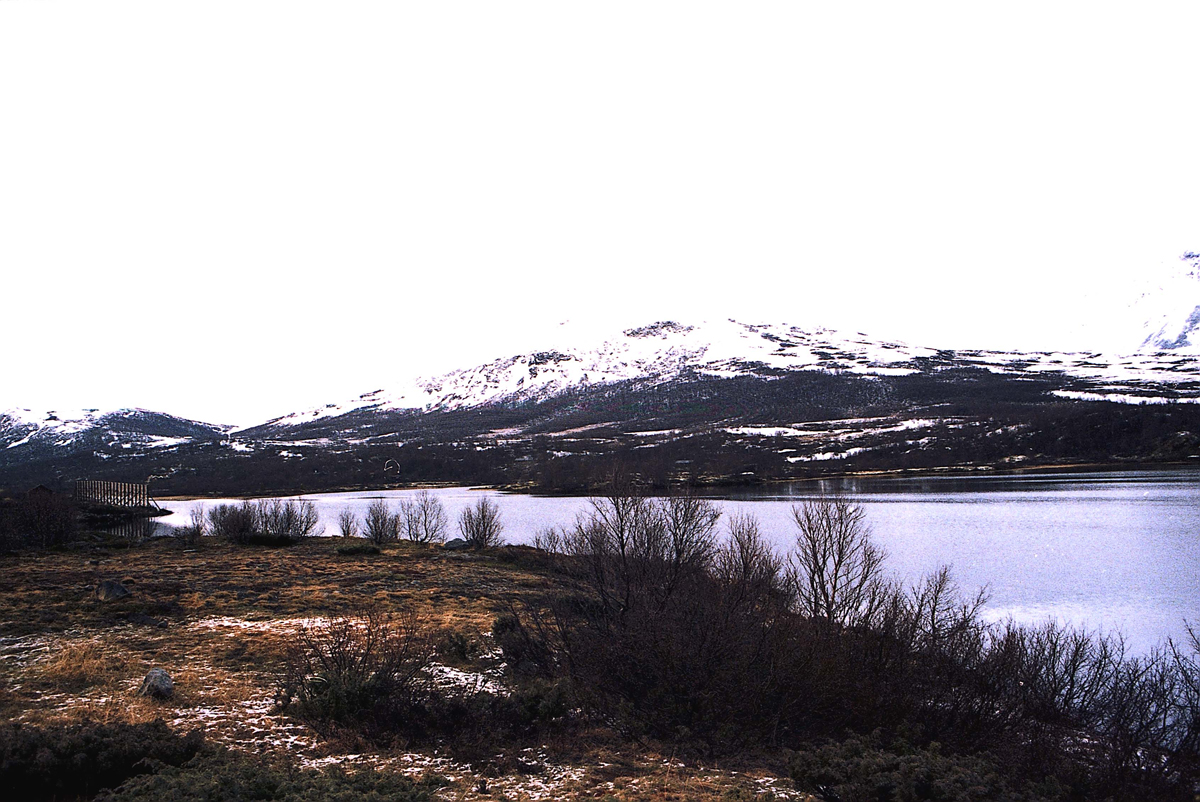
El lago Dovrefjell a finales de otoño.